# دوري أنغولا الممتاز 1979
دوري أنغولا الممتاز 1979 هو موسم من دوري أنغولا الممتاز. فاز فيه نادي بريميرو دي أغوستو.